# Alfred Vail
Pour les articles homonymes, voir Vail.
Alfred Lewis Vail (25 septembre 1807 – 18 janvier 1859) est un machiniste et inventeur américain. 
Vail a pour certains inventé le code morse, officiellement attribué à Samuel Morse qu'il assiste dans le développement et la commercialisation du télégraphe à partir de 1837.

## Biographie
Alfred Vail est le fils de Bethiah Youngs (1778–1847) et Stephen Vail (1780–1864). Il est né à Morristown dans le New Jersey et son frère, George Vail, est un homme politique. Il est le cousin de Theodore Vail, fondateur et premier président de la compagnie de téléphonie AT&T.